# Международный мастер
Международный мастер (англ. International Master, IM) — шахматное звание, которое присуждается пожизненно Международной шахматной федерацией (ФИДЕ) и стоит ниже звания гроссмейстера и выше мастера ФИДЕ. Существует общее звание IM, которое может быть присвоено как мужчинам, так и женщинам, и звание международного мастера для женщин (WIM). Учреждено вместе со званием гроссмейстера в 1950 году.

## Требования к получению
Для того, чтобы получить звание, шахматист должен трижды выполнить норму международного мастера и иметь в некий момент времени рейтинг не менее 2400 пунктов эло. При этом не все турниры, в соответствии с положением о международных званиях ФИДЕ от 01.01.2023, могут быть рассмотрены и одобрены для подтверждения нормы.

### Требования и условия к соревнованию для выполнения нормы международного мастера
| Требование                         | Ограничения и условия |
| ---------------------------------- | --- |
| Количество партий в день           | Не более двух |
| Контроль времени                   | Минимальные требования |
| Длительность всего соревнования    | В пределах 90 дней, с исключениями |
| Ответственный за турнир            | Международный арбитр или Арбитр ФИДЕ |
| Количество партий                  | Минимум 9 (7 в командных мировых или континентальных турнирах с 7-9 турами)                                                              |
| Количество участников соревнования | Минимум 6 для двухкруговых турниров |
| Тип турнира                        | Швейцарская система; круговая система; двойная круговая система; схевенингенская система; система Шиллера; с выбыванием (нокаут-система) |

### Требования и условия выполнения нормы международного мастера
| Требование                                         | Ограничения и условия                          |
| -------------------------------------------------- | ---------------------------------------------- |
| Число IM                                           | 1/3 от числа соперников, минимум 3 IM или GM   |
| Минимальное количество соперников со званиями ФИДЕ | 50%, минимум 4                                 |
| Минимальный рейтинг-перфоманс                      | 2450                                           |
| Минимальный средний рейтинг соперников             | 2230                                           |
| Минимальный рейтинг отдельно взятого соперника     | 2050                                           |
| Минимальный результат                              | 35 %                                           |
| Федерации соперников                               | 2 другие федерации, кроме федерации соискателя |

### Требования и условия для присвоения звания международного мастера
| Требование                                 | Условие |
| ------------------------------------------ | ------- |
| Число норм                                 | 3       |
| Минимальный рейтинг в некий момент времени | 2400    |

Присвоение звания международного мастера, как и звания гроссмейстера осуществляется на Конгрессе ФИДЕ, который проводится 3-4 раза в год.
На 2024 год в мире насчитывается 4089 международных мастеров, среди них 140 женщин.

## Рекорды
Самым молодым международным мастером является аргентинец Фаустино Оро. Он стал мастером в рекордные 10 лет, 8 месяцев и 16 дней, а первая норма была получена также в рекордные 9 лет и 11 месяцев.
Весной 2025 года россиянин Роман Шогджиев выполнил третью заключительную норму — в 10 лет, 3 месяца и 21 день, тем самым став самым молодым международным мастером, побив рекорд Фаустино Оро. Официально ФИДЕ присвоит звание на президентском совете в июле.